# Улица Дружбы (Салават)
Улица Дружбы  — улица в восточной части города Салавата, расположенная в микрорайоне Мусино.

## История
Застройка улицы началась в 19 веке. Застроена частными 1—2-этажными домами. Большинство домов перестроены.
На улице Дружбы находится храм, бывший кинотеатр «Заря». Является ближайшим путём из старого района Салавата к пляжу на реке Белой.

## Трасса
Начинается от улицы Мира и заканчивается на мосту через озеро
.

## Транспорт
По улице Дружбы общественный транспорт не ходит.